# Humberto Suazo
Humberto Andrés Suazo Pontivo (San Antonio, 10 maggio 1981) è un calciatore cileno, attaccante del San Luis de Quillota.

## Biografia
È soprannominato Chupete (in lingua italiana ciuccio).

## Caratteristiche tecniche
Attaccante brevilineo e rapido, è dotato di buon fiuto del gol.

## Carriera

### Club

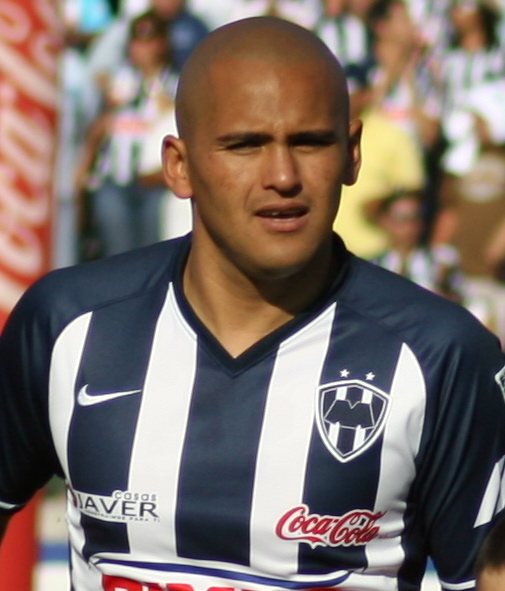
Suazo con la maglia del (2008)

Cresciuto nelle file dell'Universidad Católica, ha iniziato la propria carriera professionistica nelle file del Ñublense. Tra il 2001 e il 2003 ha giocato nelle file di Magallanes, San Antonio Unido e San Luis de Quillota. Nel 2004 è passato all'Audax Italiano, in prima divisione cilena. Ha militato nel club per due stagioni, totalizzando 40 reti in 62 presenze di campionato. Nel 2006 si è trasferito al Colo-Colo. L'esperienza nel club bianconero è durata due stagioni, durante le quali ha vinto il titolo di capocannoniere della Copa Sudamericana 2006 (con 10 reti in 12 presenze). Nell'estate 2007 si è trasferito al Monterrey, club messicano. Nel gennaio 2008 è stato vicino al trasferimento all'Independiente, ma il trasferimento non si è concretizzato. Dopo due stagioni e mezzo al Monterrey, l'8 gennaio 2010 si è trasferito in prestito con diritto di riscatto al Real Saragozza, club spagnolo. Al termine della stagione non è stato riscattato, tornando così al Monterrey. Dopo quattro stagioni e mezzo al Monterrey, nel gennaio 2015 è passato al Colo-Colo. Il 22 ottobre 2015 è stato licenziato per motivi disciplinari. Il 14 gennaio 2016 ha annunciato il ritiro. Il 18 giugno 2017 è tornato a giocare a livello professionistico, firmando per il San Antonio Unido. Il 12 dicembre 2017 è passato al Monterrey Flash. Dopo un anno di inattività, il 27 giugno 2019 è tornato al San Antonio Unido. Il 14 gennaio 2020 si è trasferito al Dep. Santa Cruz. Il 17 luglio 2020 è passato al Dep. La Serena. Il 30 agosto 2021 è stato ufficializzato il suo trasferimento al Raya2, club messicano. Il 29 dicembre 2021 è tornato al Dep. La Serena. Dopo venti anni, il 1º gennaio 2023 è ufficialmente tornato al San Luis de Quillota.

### Nazionale
Ha debuttato in Nazionale il 9 febbraio 2005, nell'amichevole Cile-Ecuador (3-0), subentrando a Sebastián González al minuto 82. Ha messo a segno la sua prima rete con la maglia del Cile il 25 aprile 2006, nell'amichevole Cile-Nuova Zelanda (4-1), siglando il gol del momentaneo 1-1 al minuto 36 del primo tempo. Ha partecipato, con la selezione cilena, ai Mondiali 2010, alla Copa América 2007 e alla Copa América 2011. È sceso in campo, inoltre, nelle qualificazioni ai Mondiali 2006, 2010 e 2014. Ha totalizzato, con la selezione cilena, 60 presenze e 21 reti, posizionandosi al nono posto nella classifica dei migliori marcatori di sempre della nazionale cilena.

## Statistiche

### Presenze e reti nei club
Statistiche aggiornate al 9 giugno 2024.
| Stagione                 | Squadra                  | Campionato               | Campionato | Campionato | Coppe nazionali | Coppe nazionali | Coppe nazionali | Coppe continentali | Coppe continentali | Coppe continentali | Altre coppe | Altre coppe | Altre coppe | Totale | Totale | Totale |
| Stagione                 | Squadra                  | Comp                     | Pres       | Reti       | Comp            | Pres            | Reti            | Comp               | Pres               | Reti               | Comp        | Pres        | Reti        | Pres   | Reti   |        |
| ------------------------ | ------------------------ | ------------------------ | ---------- | ---------- | --------------- | --------------- | --------------- | ------------------ | ------------------ | ------------------ | ----------- | ----------- | ----------- | ------ | ------ | ------ |
| 2000                     | Ñublense                 | PB                       | 4          | 0          | CC              | ?               | ?               | -                  | -                  | -                  | -           | -           | -           | 4+     | 0+     |        |
| 2001                     | Magallanes               | SD                       | 6          | 0          | -               | -               | -               | -                  | -                  | -                  | -           | -           | -           | 6      | 0      |        |
| 2002                     | San Antonio Unido        | SD                       | 30         | 23         | -               | -               | -               | -                  | -                  | -                  | -           | -           | -           | 30     | 23     |        |
| 2003                     | San Luis de Quillota     | SD                       | 40         | 40         | -               | -               | -               | -                  | -                  | -                  | -           | -           | -           | 40     | 40     |        |
| 2004                     | Audax Italiano           | PD                       | 30         | 23         | -               | -               | -               | -                  | -                  | -                  | -           | -           | -           | 30     | 23     |        |
| 2005                     | Audax Italiano           | PD                       | 32         | 17         | -               | -               | -               | -                  | -                  | -                  | -           | -           | -           | 32     | 17     |        |
| Totale Audax Italiano    | Totale Audax Italiano    | Totale Audax Italiano    | 62         | 40         |                 | -               | -               |                    | -                  | -                  |             | -           | -           | 62     | 40     |        |
| 2006                     | Colo-Colo                | PD                       | 27         | 21         | -               | -               | -               | CL+CS              | 2+12               | 3+10               | -           | -           | -           | 41     | 34     |        |
| gen.-giu. 2007           | Colo-Colo                | PD                       | 17         | 17         | -               | -               | -               | CL                 | 7                  | 5                  | -           | -           | -           | 24     | 22     |        |
| Totale Colo-Colo         | Totale Colo-Colo         | Totale Colo-Colo         | 44         | 38         |                 | -               | -               |                    | 21                 | 18                 |             | -           | -           | 65     | 56     |        |
| 2007-2008                | Monterrey                | PD                       | 31         | 19         | -               | -               | -               | -                  | -                  | -                  | IL          | 3           | 1           | 34     | 20     |        |
| 2008-2009                | Monterrey                | PD                       | 32         | 14         | -               | -               | -               | -                  | -                  | -                  | -           | -           | -           | 32     | 14     |        |
| 2009-gen. 2010           | Monterrey                | PD                       | 22         | 11         | -               | -               | -               | -                  | -                  | -                  | -           | -           | -           | 22     | 11     |        |
| Totale Monterrey         | Totale Monterrey         | Totale Monterrey         | 85         | 44         |                 | -               | -               |                    | -                  | -                  |             | 3           | 1           | 88     | 45     |        |
| gen.-giu. 2010           | Real Saragozza           | PD                       | 17         | 6          | CR              | 0               | 0               | -                  | -                  | -                  | -           | -           | -           | 17     | 6      |        |
| 2010-2011                | Monterrey                | PD                       | 35         | 21         | -               | -               | -               | CCL                | 8                  | 4                  | -           | -           | -           | 43     | 25     |        |
| 2011-2012                | Monterrey                | PD                       | 31         | 13         | -               | -               | -               | CCL                | 9                  | 7                  | -           | -           | -           | 40     | 20     |        |
| 2012-2013                | Monterrey                | LMX                      | 32         | 10         | CMX             | 0               | 0               | CCL                | 9                  | 5                  | CMC         | 1           | 1           | 42     | 16     |        |
| 2013-2014                | Monterrey                | LMX                      | 19         | 12         | CMX             | 3               | 0               | -                  | -                  | -                  | -           | -           | -           | 22     | 12     |        |
| 2014-gen. 2015           | Monterrey                | LMX                      | 17         | 2          | CMX             | 1               | 0               | -                  | -                  | -                  | CMC         | 2           | 1           | 20     | 3      |        |
| Totale Monterrey         | Totale Monterrey         | Totale Monterrey         | 134        | 58         |                 | 4               | 0               |                    | 26                 | 16                 |             | 3           | 2           | 167    | 76     |        |
| gen.-giu. 2015           | Colo-Colo                | PD                       | 10         | 2          | CC              | 6               | 3               | CCL                | 3                  | 1                  | -           | -           | -           | 19     | 6      |        |
| giu.-ott. 2015           | Colo-Colo                | PD                       | 7          | 1          | CC              | 0               | 0               | -                  | -                  | -                  | -           | -           | -           | 7      | 1      |        |
| Totale Colo-Colo         | Totale Colo-Colo         | Totale Colo-Colo         | 17         | 3          |                 | 6               | 3               |                    | 3                  | 1                  |             | -           | -           | 26     | 7      |        |
| giu.-dic. 2017           | San Antonio Unido        | SD                       | 9          | 6          | CC              | 0               | 0               | -                  | -                  | -                  | -           | -           | -           | 9      | 6      |        |
| dic. 2017.-gen. 2018     | Monterrey Flash          | AMX                      | 1          | 0          | CMX             | 0               | 0               | -                  | -                  | -                  | -           | -           | -           | 1      | 0      |        |
| 2019                     | San Antonio Unido        | SD                       | 13         | 4          | CC              | ?               | ?               | -                  | -                  | -                  | -           | -           | -           | 13+    | 4+     |        |
| gen.-giu. 2020           | Dep. Santa Cruz          | PB                       | 3          | 0          | -               | -               | -               | -                  | -                  | -                  | -           | -           | -           | 3      | 0      |        |
| lug.-dic. 2020           | Dep. La Serena           | PD                       | 25         | 8          | -               | -               | -               | -                  | -                  | -                  | -           | -           | -           | 25     | 8      |        |
| gen.-ago. 2021           | Dep. La Serena           | PD                       | 16         | 3          | CC              | ?               | ?               | -                  | -                  | -                  | -           | -           | -           | 25+    | 8+     |        |
| Totale La Serena         | Totale La Serena         | Totale La Serena         | 41         | 11         |                 | ?               | ?               |                    | -                  | -                  |             | -           | -           | 41+    | 11+    |        |
| ago.-dic.2021            | Raya2                    | AMX                      | 10         | 1          | -               | -               | -               | -                  | -                  | -                  | -           | -           | -           | 10     | 1      |        |
| dic. 2021-2022           | Dep. La Serena           | PD                       | 27         | 2          | CC              | 2               | 1               | -                  | -                  | -                  | -           | -           | -           | 29     | 3      |        |
| 2023                     | San Luis de Quillota     | PB                       | 30+2       | 16+1       | CC              | 0               | 0               | -                  | -                  | -                  | -           | -           | -           | 32     | 17     |        |
| 2024                     | San Luis de Quillota     | PB                       | 15         | 6          | CC              | 0               | 0               | -                  | -                  | -                  | -           | -           | -           | 15     | 6      |        |
| Totale San Luis Quillota | Totale San Luis Quillota | Totale San Luis Quillota | 47         | 23         |                 | 0               | 0               |                    | -                  | -                  |             | -           | -           | 47     | 23     |        |
| Totale carriera          | Totale carriera          | Totale carriera          | 590        | 299        |                 | 12+             | 4+              |                    | 50                 | 35                 |             | 6           | 3           | 658+   | 341+   |        |

### Cronologia presenze e reti in nazionale
| Cronologia completa delle presenze e delle reti in nazionale ― Cile | Cronologia completa delle presenze e delle reti in nazionale ― Cile | Cronologia completa delle presenze e delle reti in nazionale ― Cile | Cronologia completa delle presenze e delle reti in nazionale ― Cile | Cronologia completa delle presenze e delle reti in nazionale ― Cile | Cronologia completa delle presenze e delle reti in nazionale ― Cile | Cronologia completa delle presenze e delle reti in nazionale ― Cile | Cronologia completa delle presenze e delle reti in nazionale ― Cile |
| Data                                                                | Città                                                               | In casa                                                             | Risultato                                                           | Ospiti                                                              | Competizione                                                        | Reti                                                                | Note                                                                |
| ------------------------------------------------------------------- | ------------------------------------------------------------------- | ------------------------------------------------------------------- | ------------------------------------------------------------------- | ------------------------------------------------------------------- | ------------------------------------------------------------------- | ------------------------------------------------------------------- | ------------------------------------------------------------------- |
| 9-2-2005                                                            | Viña del Mar                                                        | Cile                                                                | 3 – 0                                                               | Ecuador                                                             | Amichevole                                                          | -                                                                   | 82’                                                                 |
| 17-8-2005                                                           | Tacna                                                               | Perù                                                                | 3 – 1                                                               | Cile                                                                | Amichevole                                                          | -                                                                   | 67’                                                                 |
| 13-10-2005                                                          | Santiago del Cile                                                   | Cile                                                                | 0 – 0                                                               | Ecuador                                                             | Qual. Mondiali 2006                                                 | -                                                                   | 54’                                                                 |
| 26-4-2006                                                           | Rancagua                                                            | Cile                                                                | 4 – 1                                                               | Nuova Zelanda                                                       | Amichevole                                                          | 1                                                                   | 64’                                                                 |
| 24-5-2006                                                           | Dublino                                                             | Irlanda                                                             | 0 – 1                                                               | Cile                                                                | Amichevole                                                          | -                                                                   | 81’                                                                 |
| 30-5-2006                                                           | Vittel                                                              | Cile                                                                | 1 – 1                                                               | Costa d'Avorio                                                      | Amichevole                                                          | 1                                                                   | 68’                                                                 |
| 2-6-2006                                                            | Solna                                                               | Svezia                                                              | 1 – 1                                                               | Cile                                                                | Amichevole                                                          | 1                                                                   | 86’                                                                 |
| 16-8-2006                                                           | Santiago del Cile                                                   | Cile                                                                | 1 – 2                                                               | Colombia                                                            | Amichevole                                                          | 1                                                                   |                                                                     |
| 7-2-2007                                                            | Maracaibo                                                           | Venezuela                                                           | 0 – 1                                                               | Cile                                                                | Amichevole                                                          | -                                                                   | 90+2’                                                               |
| 24-3-2007                                                           | Göteborg                                                            | Brasile                                                             | 4 – 0                                                               | Cile                                                                | Amichevole                                                          | -                                                                   |                                                                     |
| 28-3-2007                                                           | Talca                                                               | Cile                                                                | 1 – 1                                                               | Costa Rica                                                          | Amichevole                                                          | -                                                                   | 61’                                                                 |
| 18-4-2007                                                           | Mendoza                                                             | Argentina                                                           | 0 – 0                                                               | Cile                                                                | Amichevole                                                          | -                                                                   |                                                                     |
| 28-6-2007                                                           | Puerto Ordaz                                                        | Ecuador                                                             | 2 – 3                                                               | Cile                                                                | Coppa America 2007 - 1º turno                                       | 2                                                                   |                                                                     |
| 1-7-2007                                                            | Maturín                                                             | Brasile                                                             | 3 – 0                                                               | Cile                                                                | Coppa America 2007 - 1º turno                                       | -                                                                   | 29’                                                                 |
| 5-7-2007                                                            | Puerto La Cruz                                                      | Messico                                                             | 0 – 0                                                               | Cile                                                                | Coppa America 2007 - 1º turno                                       | -                                                                   |                                                                     |
| 8-7-2007                                                            | Puerto La Cruz                                                      | Cile                                                                | 1 – 6                                                               | Brasile                                                             | Coppa America 2007 - Quarti di finale                               | 1                                                                   |                                                                     |
| 7-9-2007                                                            | Vienna                                                              | Svizzera                                                            | 2 – 1                                                               | Cile                                                                | Amichevole                                                          | -                                                                   | 86’                                                                 |
| 11-9-2007                                                           | Vienna                                                              | Austria                                                             | 0 – 2                                                               | Cile                                                                | Amichevole                                                          | -                                                                   | 71’ 80’                                                             |
| 13-10-2007                                                          | Buenos Aires                                                        | Argentina                                                           | 2 – 0                                                               | Cile                                                                | Qual. Mondiali 2010                                                 | -                                                                   |                                                                     |
| 18-10-2007                                                          | Santiago del Cile                                                   | Cile                                                                | 2 – 0                                                               | Perù                                                                | Qual. Mondiali 2010                                                 | 1                                                                   | 85’                                                                 |
| 18-11-2007                                                          | Montevideo                                                          | Uruguay                                                             | 2 – 2                                                               | Cile                                                                | Qual. Mondiali 2010                                                 | -                                                                   | 19’ 72’                                                             |
| 22-11-2007                                                          | Santiago del Cile                                                   | Cile                                                                | 0 – 3                                                               | Paraguay                                                            | Qual. Mondiali 2010                                                 | -                                                                   |                                                                     |
| 26-3-2008                                                           | Tel Aviv                                                            | Israele                                                             | 1 – 0                                                               | Cile                                                                | Amichevole                                                          | -                                                                   | 75’                                                                 |
| 4-6-2008                                                            | Rancagua                                                            | Cile                                                                | 2 – 0                                                               | Guatemala                                                           | Amichevole                                                          | -                                                                   | 73’                                                                 |
| 15-6-2008                                                           | La Paz                                                              | Bolivia                                                             | 0 – 2                                                               | Cile                                                                | Qual. Mondiali 2010                                                 | -                                                                   |                                                                     |
| 19-6-2008                                                           | Puerto La Cruz                                                      | Venezuela                                                           | 2 – 3                                                               | Cile                                                                | Qual. Mondiali 2010                                                 | 2                                                                   |                                                                     |
| 20-8-2008                                                           | Istanbul                                                            | Turchia                                                             | 1 – 0                                                               | Cile                                                                | Amichevole                                                          | -                                                                   |                                                                     |
| 7-9-2008                                                            | Santiago del Cile                                                   | Cile                                                                | 0 – 3                                                               | Brasile                                                             | Qual. Mondiali 2010                                                 | -                                                                   |                                                                     |
| 10-9-2008                                                           | Santiago del Cile                                                   | Cile                                                                | 4 – 0                                                               | Colombia                                                            | Qual. Mondiali 2010                                                 | 1                                                                   | 85’                                                                 |
| 12-10-2008                                                          | Quito                                                               | Ecuador                                                             | 1 – 0                                                               | Cile                                                                | Qual. Mondiali 2010                                                 | -                                                                   | 58’                                                                 |
| 15-10-2008                                                          | Santiago del Cile                                                   | Cile                                                                | 1 – 0                                                               | Argentina                                                           | Qual. Mondiali 2010                                                 | -                                                                   |                                                                     |
| 19-11-2008                                                          | Madrid                                                              | Spagna                                                              | 3 – 0                                                               | Cile                                                                | Amichevole                                                          | -                                                                   | 86’                                                                 |
| 11-2-2009                                                           | Polokwane                                                           | Sudafrica                                                           | 0 – 2                                                               | Cile                                                                | Amichevole                                                          | -                                                                   | 90+1’                                                               |
| 29-3-2009                                                           | Lima                                                                | Perù                                                                | 1 – 3                                                               | Cile                                                                | Qual. Mondiali 2010                                                 | 1                                                                   |                                                                     |
| 1-4-2009                                                            | Santiago del Cile                                                   | Cile                                                                | 0 – 0                                                               | Uruguay                                                             | Qual. Mondiali 2010                                                 | -                                                                   |                                                                     |
| 6-6-2009                                                            | Asunción                                                            | Paraguay                                                            | 0 – 2                                                               | Cile                                                                | Qual. Mondiali 2010                                                 | 1                                                                   | 72’                                                                 |
| 10-6-2009                                                           | Santiago del Cile                                                   | Cile                                                                | 4 – 0                                                               | Bolivia                                                             | Qual. Mondiali 2010                                                 | -                                                                   | 83’                                                                 |
| 5-9-2009                                                            | Santiago del Cile                                                   | Cile                                                                | 2 – 2                                                               | Venezuela                                                           | Qual. Mondiali 2010                                                 | -                                                                   | 62’                                                                 |
| 9-9-2009                                                            | Salvador                                                            | Brasile                                                             | 4 – 2                                                               | Cile                                                                | Qual. Mondiali 2010                                                 | 2                                                                   | 67’                                                                 |
| 10-10-2009                                                          | Medellín                                                            | Colombia                                                            | 2 – 4                                                               | Cile                                                                | Qual. Mondiali 2010                                                 | 1                                                                   |                                                                     |
| 14-10-2009                                                          | Santiago del Cile                                                   | Cile                                                                | 1 – 0                                                               | Ecuador                                                             | Qual. Mondiali 2010                                                 | 1                                                                   | 48’                                                                 |
| 30-5-2010                                                           | Concepción                                                          | Cile                                                                | 3 – 0                                                               | Israele                                                             | Amichevole                                                          | 1                                                                   | 46’                                                                 |
| 21-6-2010                                                           | Port Elizabeth                                                      | Cile                                                                | 1 – 0                                                               | Svizzera                                                            | Mondiali 2010 - 1º turno                                            | -                                                                   | 46’                                                                 |
| 28-6-2010                                                           | Johannesburg                                                        | Brasile                                                             | 3 – 0                                                               | Cile                                                                | Mondiali 2010 - Ottavi di finale                                    | -                                                                   |                                                                     |
| 17-11-2010                                                          | Santiago del Cile                                                   | Cile                                                                | 2 – 0                                                               | Uruguay                                                             | Amichevole                                                          | -                                                                   | 60’                                                                 |
| 19-6-2011                                                           | Santiago del Cile                                                   | Cile                                                                | 4 – 0                                                               | Estonia                                                             | Amichevole                                                          | 1                                                                   |                                                                     |
| 5-7-2011                                                            | San Juan                                                            | Cile                                                                | 2 – 1                                                               | Messico                                                             | Coppa America 2011 - 1º turno                                       | -                                                                   | 90+2’                                                               |
| 9-7-2011                                                            | Mendoza                                                             | Uruguay                                                             | 1 – 1                                                               | Cile                                                                | Coppa America 2011 - 1º turno                                       | -                                                                   | 74’                                                                 |
| 12-7-2011                                                           | Mendoza                                                             | Cile                                                                | 1 – 0                                                               | Perù                                                                | Coppa America 2011 - 1º turno                                       | -                                                                   |                                                                     |
| 17-7-2011                                                           | San Juan                                                            | Cile                                                                | 1 – 2                                                               | Venezuela                                                           | Coppa America 2011 - Quarti di finale                               | 1                                                                   |                                                                     |
| 7-10-2011                                                           | Buenos Aires                                                        | Argentina                                                           | 4 – 1                                                               | Cile                                                                | Qual. Mondiali 2014                                                 | -                                                                   |                                                                     |
| 11-10-2011                                                          | Santiago del Cile                                                   | Cile                                                                | 4 – 2                                                               | Perù                                                                | Qual. Mondiali 2014                                                 | 1                                                                   | 34’ 72’                                                             |
| 11-11-2011                                                          | Montevideo                                                          | Uruguay                                                             | 4 – 0                                                               | Cile                                                                | Qual. Mondiali 2014                                                 | -                                                                   | 60’                                                                 |
| 15-11-2011                                                          | Santiago del Cile                                                   | Cile                                                                | 2 – 0                                                               | Paraguay                                                            | Qual. Mondiali 2014                                                 | -                                                                   | 71’                                                                 |
| 29-2-2012                                                           | Chester                                                             | Cile                                                                | 1 – 1                                                               | Ghana                                                               | Amichevole                                                          | -                                                                   | 71’                                                                 |
| 2-6-2012                                                            | La Paz                                                              | Bolivia                                                             | 0 – 2                                                               | Cile                                                                | Qual. Mondiali 2014                                                 | -                                                                   | 78’                                                                 |
| 10-6-2012                                                           | Puerto La Cruz                                                      | Venezuela                                                           | 0 – 2                                                               | Cile                                                                | Qual. Mondiali 2014                                                 | -                                                                   | 79’                                                                 |
| 15-8-2012                                                           | New York                                                            | Ecuador                                                             | 3 – 0                                                               | Cile                                                                | Qual. Mondiali 2014                                                 | -                                                                   | 78’                                                                 |
| 11-9-2012                                                           | Santiago del Cile                                                   | Cile                                                                | 1 – 3                                                               | Colombia                                                            | Qual. Mondiali 2014                                                 | -                                                                   | 38’ 70’                                                             |
| 6-2-2013                                                            | Madrid                                                              | Cile                                                                | 2 – 1                                                               | Egitto                                                              | Amichevole                                                          | -                                                                   | 46’                                                                 |
| Totale                                                              |                                                                     | Presenze                                                            | 60                                                                  |                                                                     | Reti (9º posto)                                                     | 21                                                                  |                                                                     |

## Palmarès

### Club

#### Competizioni nazionali
- Campionato cileno: 3

Colo Colo: Apertura 2006, Clausura 2006, Apertura 2007, Apertura 2015-2016
- Campionato messicano: 2

Monterrey: Apertura 2009, Apertura 2010

#### Competizioni internazionali
- CONCACAF Champions League: 3

Monterrey: 2010-2011, 2011-2012, 2012-2013

### Individuale
- Capocannoniere della Copa Sudamericana: 1

2006 (10 gol)
- Equipo Ideal de América: 2

2006, 2009
- Pallone d'oro (Messico): 2

Apertura (2009 e 2010)
- Capocannoniere della CONCACAF Champions League: 1

2011-2012 (7 gol)